# Inverterad deckare
Den inverterade deckaren är en subgenre inom deckargenren.
Denna typ av deckare introducerades av R. Austin Freeman, och representerade en förändring i genren där läsaren får följa brottslingens handlingar. Ofta fokuserar dessa berättelser på "det perfekta brottet". Därefter skildras hur polisen försöker lösa brottet. Anthony Berkeley från Storbritannien är känd för sina bidrag till genren med böcker som Brottslig avsikt (1931) och Före dådet (1932). Stenarna skola ropa av Ruth Rendell. Ett svenskt exempel är Väck inte Marie av Sven Sörmark.
En variant av genren är byta-mord-historien som kan ses i böcker som Främlingar på tåg av Patricia Highsmith och Mitt mord är ditt av Nicholas Blake.
Inom TV har genren representerats genom exempelvis TV-serien Columbo med Peter Falk i huvudrollen.
En bok som kanske inte direkt associeras med denna genre men som passar in är Fjodor Dostojevskijs Brott och straff (som även räknas till de psykologiska deckarna), där huvudpersonen begår ett brott, verkar komma undan, men snart blir jagad av polisen.